# Escaufourt
Escaufort is een plaats in het Franse departement Nord en een deelgemeente (commune associée) van de gemeente Saint-Souplet. Escaufourt ligt ruim twee kilometer ten westen van het centrum van Saint-Souplet.

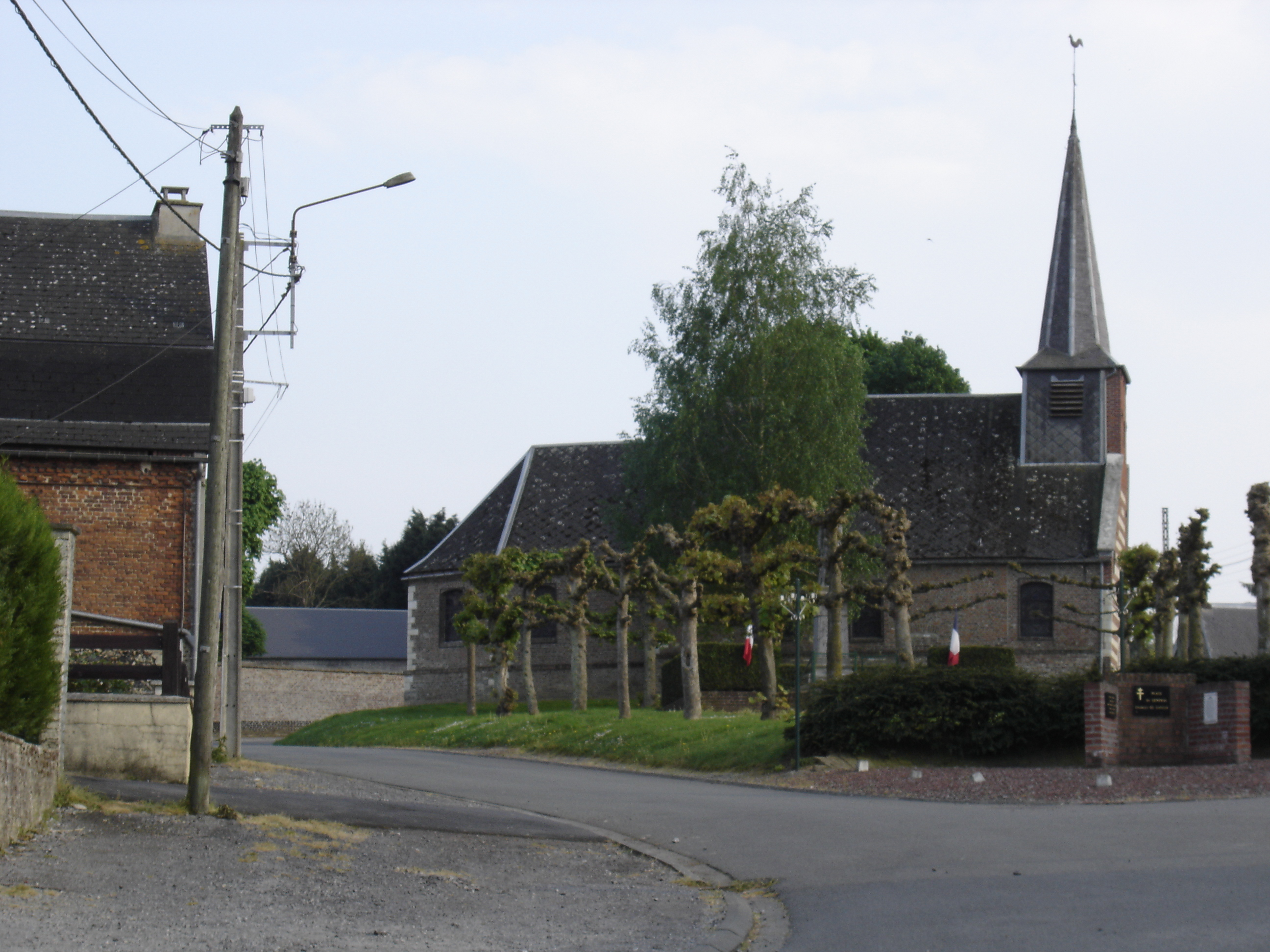
Dorpscentrum en kerk van Escaufourt

## Geschiedenis

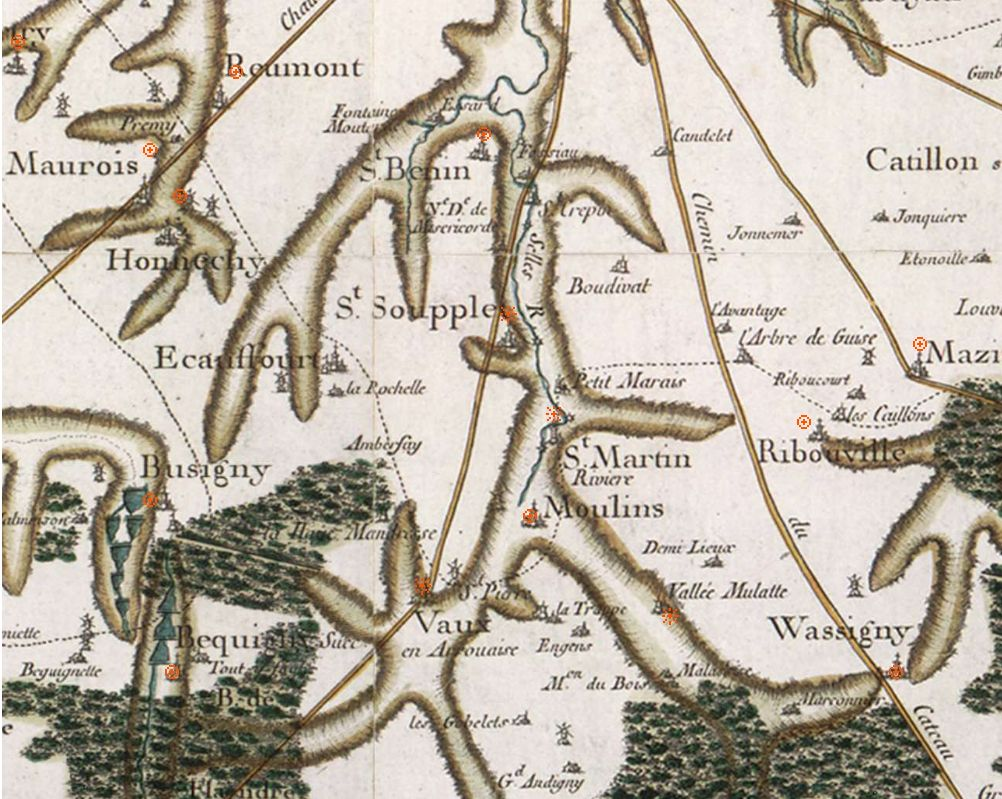
Cassinikaart met Escaufourt, Saint-Souplet en Honnechy

Escaufourt was in de middeleeuwen een gehucht van Honnechy, dat 2,5 km ten noordwesten van Escaufourt ligt. In 1198 werd het een eigen parochie in de Cambrésis, weliswaar nog steeds afhankelijk van Honnechy.
Na de Franse Revolutie werden de gemeenten gecreëerd. Honnechy kwam in het nieuwe departement Nord te liggen, terwijl Escaufourt als zelfstandige gemeente bij het departement Aisne werd ingedeeld. De gemeente vormde bovendien een enclave van het departement Aisne binnen het departement Nord.
Op 1 september 1973 werd Escaufourt aangehect bij Saint-Souplet, een gemeente in Nord (fusion association).